# Stryken Station
Stryken station (Stryken stasjon) er en jernbanestation på Gjøvikbanen, der ligger i Lunner i Oppland fylke i Norge. Stationen, der består af to spor med en perron og læskur, betjenes kun af enkelte afgange i vinterhalvåret. Her udmærker den sig som udgangspunkt for skiture i Nordmarka. Nord for stationen står i øvrigt det eneste tilbageværende vandtårn på Gjøvikbanen.
Der blev etableret krydsningsspor i Stryken allerede 20. december 1900, men selve stationen blev først etableret 1. december 1917. 20. april 1922 blev den nedgraderet til holdeplads, men 1. december 1937 fik den stationsstatus igen. Stationen blev fjernstyret 29. september 1972 og gjort ubemandet 1. oktober samme år.